# Vatra Românească
Vatra Românească (magyar jelentése: Román Tűzhely vagy Román Otthon) román szélsőjobboldali nacionalista mozgalom és egyesület, amely 1990. február 7-én alakult Marosvásárhelyen.
Célja megmenteni a „saját hazájukban üldözött” románokat a magyar „hordáktól”. Megelakulásában egykori Securitate-tisztek működtek közre. Az egyesületet különböző források kvázi-fasisztának radikális nacionalistának, xenofób ultranacionalistának, magyarellenesnek és antiszemitának  nevezik.

## Története
Az egyesületet az RMDSZ megalakulására adott válaszként alapították, mert a magyarok által alkotott szövetséget veszélyesnek ítélték Románia egységére nézve. Alapítói között magyarellenes katonatisztek is szerepeltek, többek közt Vasile Țîra őrnagy.
Első elnökét, Radu Ceontát az egyesület első országos konferenciája választotta meg 1990-ben. A második konferenciát 1991. júniusban tartották Marosvásárhelyen. Tiszteletbeli elnök lett Iosif Constantin Drăgan, a Vasgárda volt tagja, elnökké választották Zeno Oprișt, alapító elnökké Radu Ceonteát.
Az egyesület bátorította a fekete március során kialakult nemzetiségi konfliktusokat; ennek ellenére Ion Iliescu ideiglenes államfő és a Nemzeti Megmentési Front támogatását élvezte. A kormánypárti újságokban jelentős publikációs felülethez jutott, amit felhasznált arra, hogy idegengyűlölő, magyarellenes nézeteit hirdesse.
Az egyesület vezetői szerint a Vatra Românească nem kívánt politika párttá alakulni; ezzel együtt tevékenységét összehangolta a Román Nemzeti Egység Párttal (PUNR). Az ultranacionalizmus mozgósító ereje, a magyarok bosszúállásától való félelem, és az 1990-es évek elejének gazdasági bizonytalansága hozzájárult ahhoz, hogy a PUNR sikeréhez 1992-es parlamenti választásokon.

## Politikai nézetek
Az egyesületet különböző források kvázi-fasisztának radikális nacionalistának, xenofób ultranacionalistának, magyarellenesnek,  antiszemitának és cigányellenesnek nevezik.
1991-ben a Vatra Românească támogatta Moldova függetlenségi nyilatkozatát, és megígérte az összes román közös határokon belüli egyesítését. Ugyanebben az időszakban kérte Románia alkotmányának kiegészítését egy új cikkellyel, amely megtiltja a kisebbségeknek adott különleges jogokat. 1992-ben tovább erősítette magyarellenes kampányát, és kérte a magyar nyelvű rádió- és televízióműsorok megszüntetését, valamint a Temesváron kötött magyar-román államközi szerződés felmondását.
Noha eredetileg a szervezet célpontja a romániai magyar kisebbség volt, 2005-ben a honlapjukon közzétettek egy felhívást, amely a zsidókat vádolta egy olyan összeesküvéssel, amely Románia invázióját célozta volna, és amely egy „románellenes népirtás” létezését bizonygatta.

## Fordítás
- Ez a szócikk részben vagy egészben  a   Romanian Hearth Union című angol Wikipédia-szócikk ezen változatának fordításán alapul.  Az eredeti cikk szerkesztőit annak laptörténete sorolja fel. Ez a jelzés csupán a megfogalmazás eredetét és a szerzői jogokat jelzi, nem szolgál a cikkben szereplő információk forrásmegjelöléseként.
- Ez a szócikk részben vagy egészben  az   Uniunea Vatra Românească című román Wikipédia-szócikk ezen változatának fordításán alapul.  Az eredeti cikk szerkesztőit annak laptörténete sorolja fel. Ez a jelzés csupán a megfogalmazás eredetét és a szerzői jogokat jelzi, nem szolgál a cikkben szereplő információk forrásmegjelöléseként.